# Macrothele proserpina
Espèce
Macrothele proserpina est une espèce d'araignées mygalomorphes de la famille des Macrothelidae.

## Distribution
Cette espèce est endémique du Viêt Nam.

## Description
La carapace de la femelle holotype mesure 13 mm de long sur 11,5 mm et l'abdomen 16 mm.

## Publication originale
- Simon, 1909 : Étude sur les arachnides du Tonkin (1re partie). Bulletin Scientifique de la France et de la Belgique, vol. 42, p. 69-147 (texte intégral).